# Hartsgarth Burn
Hartsgarth Burn är ett vattendrag i Storbritannien.   Det ligger i riksdelen Skottland, i den centrala delen av landet, 400 km norr om huvudstaden London.